# Louis Frommann
Franz Anton Ludwig Frommann (Louis) (* 26. Juni 1835 in Coburg; † ca. 1880 in Greytown) war ein Großkaufmann und kaiserlich deutscher Konsul in Zentralamerika.

## Leben
Louis Frommann war viertes Kind vom Steinhauermeister Johann Georg Frommann (1803–1846) und Margaretha Eichhorn (1812–1887) und Bruder vom Coburger Baumeister Tobias Frommann. Er ging auf das Gymnasium Casimirianum zu Coburg und wanderte mit 19 Jahren gemeinsam mit seinem Bruder nach Nordamerika aus. Er wurde Kaufmann, ließ sich später in Bluefields nieder und gründete eine Firma.
Er war nach seiner Bewerbung 1869 ab 1870 durch den König von Preußen ernannter Bundeskonsul zu Greytown (San Juan del Norte (Nicaragua)) und hatte die Ermächtigung „bürgerlich gültige Eheschließungen von Deutschen vorzunehmen und die Geburten, Heirathen und Sterbefälle von Deutschen zu beurkunden“. 1872 wurde er auch Konsul des Deutschen Reichs.
Er war verheiratet und hatte fünf Kinder.

## Trivia
1876 ließ er als Eigentümer ein neu gebautes eisernes Schraubendampfschiff namens Coburg mit dem Heimathafen Bremen in New York registrieren und durfte als Heimathberechtigter „in allen Meeren“ unter deutscher Flagge fahren.